# Beschränkte Kohomologie
Beschränkte Kohomologie ist ein Konzept der Mathematik. Die beschränkte Kohomologie diskreter Gruppen wurde ursprünglich im Zusammenhang mit Banach-Algebren eingeführt, fand ihre Anwendungen jedoch in der Differentialgeometrie nach M. Gromovs 1982 erschienener Arbeit Volume and Bounded Cohomology und in É. Ghys’ Klassifikation von Gruppenwirkungen auf dem Kreis. Seitdem wurde sie in einer Reihe von Anwendungen hauptsächlich in der geometrischen Gruppentheorie sowie in der Geometrie und Topologie von Mannigfaltigkeiten genutzt. Ihre Ausweitung auf topologische Gruppen als stetige beschränkte Kohomologie, deren Grundlagen in einer Monographie von N. Monod aus dem Jahr 2001 entwickelt wurden, war wichtig für die Untersuchung von Gittern in Lie-Gruppen und von Starrheitsfragen.

## Definition
Für eine diskrete Gruppe {\displaystyle G} betrachtet man den Kettenkomplex {\displaystyle (\mathbb {\mathbb {R} } [G^{n}],d_{n})} mit
{\displaystyle d_{n}(\sigma _{1},\ldots ,\sigma _{n})=\sum _{i=1}^{n-1}(-1)^{i}(\sigma _{1},\ldots ,\sigma _{i-1},\sigma _{i+1},\ldots ,\sigma _{n}).}
Die beschränkte Kohomologie {\displaystyle H_{b}^{*}(G)} ist dann die Kohomologie des Komplexes {\displaystyle (C_{b}^{n},d^{n})} mit
{\displaystyle C^{n}=\{f\colon G^{n+1}\to \mathbb {R} \mid f(\sigma \sigma _{1},\ldots ,\sigma \sigma _{n+1})=\sigma \cdot f(\sigma _{1},\ldots ,\sigma _{n+1}),\Vert f\Vert _{\infty }<\infty \}}
und
{\displaystyle (d^{n-1}f)(\sigma _{1},\ldots ,\sigma _{n+1})=\sum _{i=1}^{n+1}(-1)^{i}f(\sigma _{1},\ldots ,\sigma _{i-1},\sigma _{i+1},\ldots ,\sigma _{n+1}),}
wobei die Norm {\displaystyle \Vert f\Vert _{\infty }} durch
{\displaystyle \Vert f\Vert _{\infty }:=\sup \left\{\vert f(\sigma _{1},\ldots ,\sigma _{n})\vert \colon (\sigma _{1},\ldots ,\sigma _{n})\in G^{n}\right\}}
definiert ist. Sie induziert eine Halbnorm auf der beschränkten Kohomologie durch
{\displaystyle \Vert c\Vert =\inf \left\{\Vert f\Vert _{\infty }\colon \left[f\right]=c\right\}}
für {\displaystyle c\in H_{b}^{*}(G)}.
Äquivalent kann man {\displaystyle H_{b}^{*}(G)} als Kohomologie der {\displaystyle G}-Invarianten einer beliebigen starken, relativ injektiven Auflösung des trivialen {\displaystyle \mathbb {R} \left[G\right]}-Moduls {\displaystyle \mathbb {R} } definieren.
Insbesondere ist für einen CW-Komplex {\displaystyle X} mit Fundamentalgruppe {\displaystyle \pi _{1}X=G} die Kohomologie des Komplexes der {\displaystyle \pi _{1}X}-invarianten, beschränkten Koketten der universellen Überlagerung {\displaystyle {\widetilde {X}}} (äquivalent der beschränkten Koketten auf {\displaystyle X}) isomorph zu {\displaystyle H_{b}^{*}(G)}.

## Beispiele
- Beschränkte Kohomologie ist trivial für mittelbare Gruppen.
- Für hyperbolische Gruppen ist die Vergleichsabbildung {\displaystyle H_{b}^{*}(G)\to H^{*}(G)} surjektiv für {\displaystyle *\geq 2}.
- Für kokompakte, irreduzible Gitter in Lie-Gruppen vom Rang {\displaystyle \geq 2} ist die Vergleichsabbildung {\displaystyle H_{b}^{2}(G)\to H^{2}(G)} injektiv.